# Steegen
Steegen település Ausztriában, Felső-Ausztria tartományban, a Grieskircheni járásban, területe 13,2 km².

## Fekvése
Tengerszint feletti magassága 380 méter. Steegen Natternbach, Peuerbach és Sankt Willibald településekkel határos.

## Népesség
| 2016 | 1 048 |
| 2018 | 1 049 |

## Fűtőberendezés

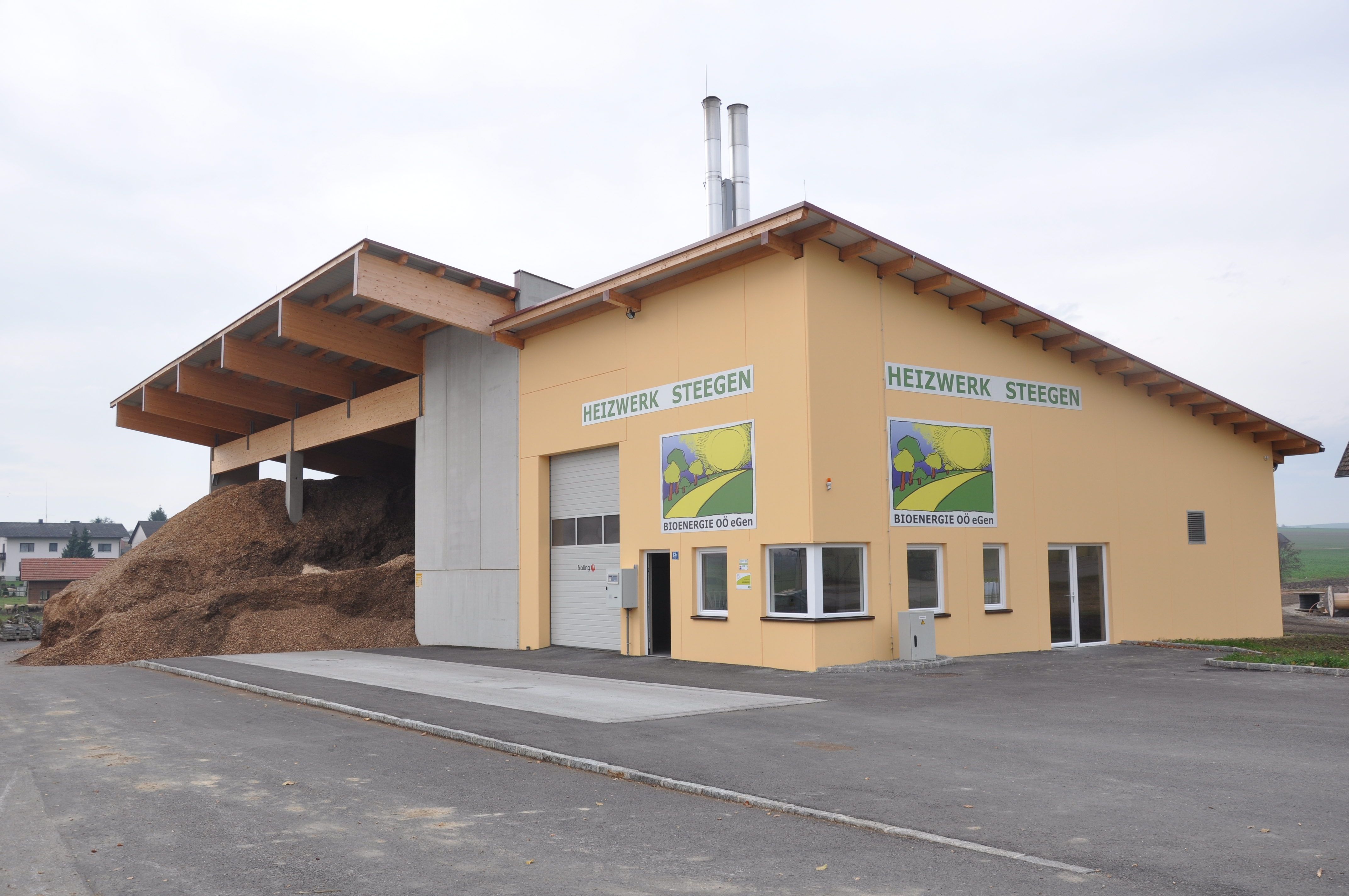
Biomassza fűtőmű

2012-ben egy biomassza fűtőművet építettek, amely évente 280 000 liter fűtőolajat takarít meg.